# Unha
Unha sau Eunha （coreeană: 은하, 銀河, "Galaxy") este o rachetă spațială a Coreei de Nord, fie lansată pe on 5 aprilie 2009. 
- NORTH KOREA’S SUCCESSFUL SPACE LAUNCH Arhivat în 21 februarie 2016, la Wayback Machine.
- North Korea’s Juche Rocket
- More Unha Wreckage
- N.Korea Built Rocket 'Mostly on Its Own'
- N.Korea's latest rocket 'could reach US'
- North Korea's impressive space launch vehicle "Unha-2" Arhivat în 21 februarie 2016, la Wayback Machine.
- Proliferation Pathways to a North Korean Intercontinental Ballistic Missile
- Missile Technology Basics
- A Revised Assessment of the North Korean KN-08 ICBM
- North Korea gears up for orbital space launch Arhivat în 21 februarie 2016, la Wayback Machine.
- North Korea successfully places Satellite into Orbit Arhivat în 21 februarie 2016, la Wayback Machine.